# Naissance en 1998
Naissance
- 1994
- 1995
- 1996
- 1997
- 1998
- 1999
- 2000
- 2001
- 2002

Les naissances en 1998 concernent les personnalités nées entre le 1er janvier et le 31 décembre 1998.

## Janvier
- 1er janvier : Cristina Bucșa, joueuse de tennis espagnole.
- 2 janvier : Timothy Fosu-Mensah, footballeur néerlandais.
- 4 janvier : Martin Frese, footballeur danois.
- 6 janvier : Luv Resval, rappeur français       († 21 octobre 2022).
- 8 janvier : 
  - Manuel Locatelli, footballeur italien.
  - Olivia Yacé, mannequin ivoirienne.
- 9 janvier : Kerris Dorsey, actrice américaine.
- 10 janvier : Michael Mmoh, joueur de tennis américain.
- 12 janvier
  - Nathan Gamble, acteur américain.
  - Gambi, rappeur français.
- 14 janvier : 
  - Mads Emil Madsen, footballeur danois.
  - Niilo Mäenpää, footballeur finlandais.
  - Roman Fuchs, nageur français.
- 16 janvier :
  - Odsonne Édouard, footballeur français.
  - Lily Madigan, femme politique britannique.
- 17 janvier : 
  - Jeff Reine-Adélaïde, footballeur français.
  - Lovro Majer, footballeur croate.
- 18 janvier : Éder Militão, footballeur brésilien.
- 20 janvier : 
  - Horațiu Moldovan, footballeur roumain.
  - Frances Tiafoe, joueur de tennis américain.
- 21 janvier : 
  - Mamadou Fofana, footballeur malien.
  - Filip Havelka, footballeur tchèque.
- 22 janvier : Silentó, rappeur américain.
- 23 janvier : XXXTentacion, rappeur américain († 18 juin 2018).
- 25 janvier : 
  - Cho Gue-sung, footballeur sud-coréen.
  - Lucas Lingman, footballeur finlandais.
  - Xisco Pires, footballeur andorran.
- 26 janvier : Lamine Fomba, footballeur français.
- 28 janvier : 
  - Dani de Wit, footballeur néerlandais
  - Ariel Winter, actrice américaine.
- 29 janvier : Bradley Danger, footballeur français.
- 31 janvier : Amadou Haidara, footballeur malien.

## Février
- 2 février : Matěj Chaluš, footballeur tchèque.
- 4 février : Langston Uibel, acteur allemand.
- 6 février : Pierre Boudehent, joueur de rugby français.
- 7 février : Sharlot, musicien, chanteur et auteur-compositeur russe.
- 8 février : 
  - Rui Hachimura, basketteur japonais.
  - Karolina Pęk, pongiste handisport polonaise.
- 9 février : Marina Kaye, chanteuse française.
- 10 février : Eline De Smedt, gymnaste acrobatique belge.
- 11 février :
  - Khalid, chanteur et auteur-compositeur-interprète américain.
  - Nadya Okamoto, militante sociale américaine.
- 12 février : Mariana D'Andrea, haltérophile brésilienne.
- 14 février :
  - Zouhair Hachemi, footballeur marocain.
  - Ziyodakhon Isakova, para-taekwondoïste ouzbèke.
- 15 février :
  - George Russell, pilote automobile britannique.
  - Dennis Cholowski, joueur de hockey sur glace canadien.
  - Manon Durand, céiste française.
  - Zachary Gordon, acteur américain.
  - Berkay Özcan, footballeur turc.
- 16 février :
  - Carles Pérez, footballeur espagnol.
  - Seo Yeong-joo, acteur sud-coréen.
- 18 février : Mees Hoedemakers, footballeur néerlandais.
- 19 février :
  - Felipe Meligeni Alves, joueur de tennis brésilien.
  - Chappell Roan, chanteuse américaine.
  - Nikolai Laursen, footballeur danois.
- 20 février : Emam Ashour, footballeur égyptien.
- 22 février : Aziz Ganiev, footballeur international ouzbek.
- 25 février : Ismaïla Sarr, footballeur sénégalais.
- 27 février : Borna Gojo, joueur de tennis croate.
- 28 février : Edmilsa Governo, athlète handisport mozambicaine.

## Mars
- 3 mars : Jayson Tatum, basketteur américain.
- 4 mars : 
  - Fahd Daifi, footballeur marocain.
  - Petar Musa, footballeur croate
  - Niko Omilana, vidéaste web britannique
- 5 mars :
  - Veljko Birmančević, footballeur serbe.
  - Logan Brown, joueur de hockey sur glace américain.
  - Diego Rossi, footballeur uruguayen.
- 7 mars : Jizz Hornkamp, footballeur néerlandais
- 10 mars : Matías Zaracho, footballeur argentin.
- 12 mars : Nadeen Ashraf, militante féministe égyptienne.
- 13 mars : 
  - Jack Harlow, rappeur américain.
  - Jakub Martinec, footballeur tchèque.
  - Vajèn van den Bosch, chanteuse néerlandaise.
- 14 mars : Svetoslav Kovachev, footballeur bulgare.
- 15 mars : Mark Brink, footballeur danois.
- 16 mars : Lil Keed, rappeur américain († 13 mai 2022).
- 17 mars :
  - Lize Kop, footballeuse néerlandaise.
  - Uroš Račić, footballeur serbe.
  - Tafa Mi-Soleil, chanteuse haïtienne.
  - Demba Bamba, joueur français de rugby à XV.
  - Beendo z, rappeur français.
- 18 mars : Orel Mangala, footballeur belge.
- 19 mars : Candice Lebreton, judoka française.
- 20 mars : Yoon Jong-gyu, footballeur sud-coréen.
- 25 mars : Émeraude Mawanda, footballeuse congolaise.
- 26 mars : Axelle Étienne, coureuse cycliste française.
- 29 mars : Daniel Naumov, footballeur bulgare.
- 30 mars : Nacho Méndez, footballeur espagnol.

## Avril
- 2 avril : Iris van Loen, actrice néerlandaise.
- 3 avril : 
  - Paris Jackson, fille unique de Michael Jackson.
  - Max Purcell, joueur de tennis australien.
- 4 avril : Philippine Zadéo, chanteuse française.
- 5 avril : 
  - Michaela Drummond, coureuse cycliste néo-zélandaise.
  - Nathan Broadhead, footballeur gallois.
- 6 avril :
  - Jean Ruiz, footballeur français.
  - Peyton Roi List, actrice américaine.
  - Spencer List, acteur américain.
- 8 avril : Renan Lodi, footballeur brésilien.
- 9 avril :
  - Elle Fanning, actrice américaine.
  - Sarina Satomi, joueuse japonaise de badminton.
- 10 avril : Pep Chavarría, footballeur espagnol.
- 11 avril : Vera Biriukova, gymnaste russe.
- 12 avril : André Franco, footballeur portugais.
- 15 avril : Aqababe, influenceur et blogueur français.
- 16 avril : Lola Anderson, rameuse britannique.
- 17 avril : Osagi Bascome, footballeur bermudien († 18 décembre 2021).
- 19 avril : 
  - Ari Leifsson, footballeur islandais.
  - Brittni Mason, athlète handisport américaine.
- 20 avril : 
  - Aron Dønnum, footballeur norvégien.
  - Capo Plaza, rappeur italien.
- 21 avril : Alicia Aylies, Miss France 2017.
- 23 avril : Marcelo Saracchi, footballeur uruguayen.
- 24 avril : Ryan Newman, actrice, mannequin américaine.
- 25 avril : Satou Sabally, basketteuse allemande.
- 29 avril :
  - Timi Max Elšnik, footballeur slovène.
  - Ella Hunt, actrice anglaise.
  - Xenia Francesca Palazzo, nageuse italienne.
  - Apriyani Rahayu, joueuse de badminton indonésienne.
- 30 avril :
  - Olivia DeJonge, actrice australienne.
  - Ruby Fields, autrice-compositrice-interprète et guitariste australienne.

## Mai
- 1er mai : 
  - Wambui Katee, chanteuse kényane.
  - Besim Šerbečić, footballeur bosnien
- 2 mai : Jonathan Ikoné, footballeur français.
- 3 mai : 
  - Jonas Busam, footballeur allemand.
  - Luuk Brouwers, footballeur néerlandais.
- 5 mai : Aryna Sabalenka, joueuse de tennis biélorusse.
- 7 mai :
  - Johannes Handl, footballeur autrichien.
  - Dani Olmo, footballeur espagnol.
  - MrBeast, youtubeur américain.
- 10 mai : Lee Jae-wook, acteur sud-coréen.
- 11 mai : Viktória Kužmová, joueuse de tennis slovaque.
- 12 mai : 
  - Mo Bamba, basketteur américain.
  - Libor Holík, footballeur tchèque
- 13 mai : Luca Zidane, footballeur franco-espagnol.
- 14 mai : Laura Asencio, coureuse cycliste française.
- 17 mai : Patricia Guijarro, footballeuse espagnole.
- 21 mai : Noëlie Paredes, joueuse internationale de rink hockey française.
- 22 mai :
  - Supachok Sarachat, footballeur thaïlandais.
  - Sammy Sullivan, joueuse américaine de rugby à sept et à XV.
- 24 mai : Daisy Edgar-Jones, actrice britannique.
- 25 mai : 
  - Jorge Carrascal, footballeur colombien.
  - Go Hatano, footballeur japonais
- 27 mai : 
  - Friana Kwevira, athlète handisport vanuatuane.
  - Magnus Westergaard, footballeur danois
- 28 mai : Kim Da-hyun, chanteuse et rappeuse sud-coréenne, membre du groupe Twice.
- 29 mai : Luka Lochoshvili, footballeur géorgien.
- 30 mai : Daniel Mareček, footballeur tchèque.
- 31 mai : 
  - David Douděra, footballeur tchèque.
  - Stephy Mavididi, footballeur anglais.

## Juin
- 2 juin :
  - Tereza Mihalíková, joueuse de tennis slovaque.
  - Mayco Vivas, joueur de rugby argentin.
- 3 juin : Imen Es, chanteuse française
- 3 juin : SinB, danseuse sud-coréenne, membre du groupe GFriend.
- 4 juin :
  - Mohamed Bayo, footballeur guinéen.
  - Lucky Blue Smith, mannequin américain.
- 5 juin :
  - Romain Franco, rugbyman français.
  - Ioulia Lipnitskaïa, patineuse artistique russe.
- 6 juin :
  - Alexis Claude-Maurice, footballeur français.
  - Abdul Mumin, footballeur ghanéen.
- 8 juin : Maha Gouda, plongeuse égyptienne.
- 12 juin : Jean-Victor Makengo, footballeur français.
- 14 juin : Emily Siobhan Muteti, nageuse kényane.
- 15 juin : 
  - Rachel Covey, actrice américaine.
  - Emil Hansson, footballeur norvégien.
  - Hachim Mastour, footballeur marocain.
- 17 juin : Michal Hlavatý, footballeur tchèque.
- 19 juin :
  - Viktoriya Zeynep Güneş, nageuse ukrainienne puis turque.
  - Suzu Hirose, mannequin et actrice japonaise.
  - José Luis Rodríguez, footballeur panaméen.
  - Atticus Shaffer, acteur américain.
  - Max Svensson, footballeur suédois.
- 20 juin : 
  - Dante Fabbro, joueur canadien de hockey.
  - Kristof Ulenaers, golfeur belge.
- 21 juin : Yūgo Tatsuta, footballeur japonais.
- 23 juin : Isabela Onyshko, gymnaste artistique canadienne.
- 24 juin
  - Pierre-Luc Dubois, joueur canadien de hockey sur glace.
  - Vegard Erlien, footballeur norvégien.
  - Tana Mongeau, YouTubeuse américaine.
  - Kye Rowles, footballeur australien.
- 26 juin : Ugo Humbert, joueur de tennis français.
- 27 juin : Amina Tounkara, gardienne de but de handball française.
- 28 juin : 
  - Nicolás Domínguez, footballeur argentin.
  - Júlíus Magnússon, footballeur islandais.
- 29 juin : 
  - Gjon Muharremaj dit Gjon's Tears, chanteur.
  - Michael Porter Jr., basketteur américain.
- 30 juin : Houssem Aouar, footballeur français.

## Juillet
- 1er juillet : 
  - Maxime Bernauer, footballeur français.
  - Boyd Lucassen, footballeur néerlandais.
- 4 juillet : Malia Obama, fille aînée de Barack Obama.
- 6 juillet :
  - Sarah-Léonie Cysique, judokate française.
  - Marco Grüll, footballeur autrichien
  - Faitout Maouassa, footballeur français.
  - Comethazine, rappeur américain.
- 7 juillet :
  - Dylan Sprayberry, acteur américain.
  - Yang Qiuxia, joueuse de badminton chinoise.
  - Silvan Sidler, footballeur suisse.
- 8 juillet
  - Jaden Smith, acteur et chanteur américain.
  - Maya Hawke, actrice et mannequin américaine.
- 9 juillet :
  - Robert Capron, acteur américain.
  - Linda Patricia Pérez López, athlète handisport vénézuélienne.
  - Alejandra Paola Pérez López, athlète handisport vénézuélienne.
  - Lindy Ave, athlète handisport allemande.
- 10 juillet
  - Angus Cloud, acteur américain († 31 juillet 2023).
- 11 juillet : 
  - Oliver Kjærgaard, footballeur danois.
  - Ornella Elsa Ngassa Sokeng, taekwondoïste camerounaise.
  - Jacob Widell Zetterström, footballeur suédois.
- 12 juillet : Shai Gilgeous-Alexander, basketteur canadien.
- 19 juillet : Carla Díaz, actrice et danseuse espagnole.
- 21 juillet :
  - Maggie Lindemann, chanteuse américaine.
  - Marie Bouzková, joueuse de tennis tchèque.
- 22 juillet :
  - Madison Pettis, actrice américaine.
  - Federico Valverde, footballeur uruguayen.
  - Marc Cucurella, footballeur espagnol.
- 23 juillet : Deandre Ayton, basketteur bahaméen.
- 24 juillet : 
  - Bindi Irwin, actrice australienne.
  - Nicklas Røjkjær, footballeur danois.
- 27 juillet : Przemysław Wiśniewski, footballeur polonais.
- 28 juillet : 
  - Matko Babić, footballeur croate.
  - Frank Ntilikina, basketteur français.
  - Noémi Pupp, kayakiste hongroise.
- 29 juillet : Tijjani Reijnders, footballeur néerlandais.
- 30 juillet : Juhani Pikkarainen, footballeur finlandais.
- 31 juillet :
  - Hamidou Diallo, basketteur américano-guinéen.
  - Rico Rodriguez, acteur américain.
  - Thomas Da Costa, acteur et chanteur français.

## Août
- 1er août : Khamani Griffin, acteur américain.
- 2 août : 
  - Léo Jabá, footballeur brésilien.
  - Suy Fatem, mannequin ivoirienne.
- 5 août : Mimi Keene, actrice anglaise.
- 8 août :
  - Shawn Mendes, chanteur canadien.
  - Marie-Mae van Zuilen, actrice néerlandaise.
  - Geoffrey Blancaneaux, joueur de tennis français.
- 10 août : Jang Ye-eun, rappeuse sud-coréenne membre du girl group CLC.
- 11 août : 
  - Atsuki Ito, footballeur japonais.
  - Nicolas Janvier, footballeur français.
  - Mihael Žaper, footballeur croate.
- 12 août : 
  - Lauren Cimorelli, chanteuse américaine dans le groupe Cimorelli.
  - Stéfanos Tsitsipás, joueur de tennis grec.
- 13 août :
  - Arina Averina, gymnastique russe.
  - Dina Averina, gymnastique russe.
  - Francisco Cerúndolo, joueur de tennis argentin.
  - Dalma Gálfi, joueuse de tennis hongroise.
- 14 août :
  - Skilyr Hicks, auteure-compositrice-interprète américaine.
  - Loreintz Rosier, footballeur français.
  - Marius Ștefănescu, footballeur roumain.
- 17 août : Agustín Oliveros, footballeur uruguayen.
- 18 août : 
  - Clairo, chanteuse américaine.
  - Danté El Hadj Moustapha, footballeur ivoirien.
- 24 août : Sofia Richie, mannequin américaine.
- 25 août :
  - China Anne McClain, chanteuse et actrice américaine.
  - Abraham Mateo, chanteur de pop et acteur espagnol.
- 26 août :
  - Sofia Hernandez Salazar, militante de la lutte contre le réchauffement climatique.
  - Jeon So-yeon, rappeuse sud-coréenne et membre du groupe (G)I-DLE.
- 28 août :
  - Chérine Abdellaoui, judokate handisport algérienne.
  - Weston McKennie, footballeur américain.
- 29 août : Bilal Boutobba, footballeur français.
- 31 août : Jason Grandry, judoka français, médaillé de bronze aux Jeux Paralympique de Paris 2024;

## Septembre
- 3 septembre : Amanda Cerna, athlète handisport chilienne.
- 5 septembre : Alexia Chartereau, basketteuse française.
- 7 septembre : Jakov Medić, footballeur croate.
- 8 septembre : 
  - Antonin Berruyer, joueur de rugby français.
  - Isac Lidberg, footballeur suédois.
- 9 septembre : 
  - Colin Dagba, footballeur français.
  - Mikael Ymer, joueur de tennis suédois.
- 10 septembre : 
  - Sheck Wes, rappeur, basketteur et mannequin sénégalo-américain.
  - Anna Blinkova, joueuse de tennis russe.
- 12 septembre : Daniel Altmaier, joueur de tennis allemand.
- 15 septembre : Panusaya Sitijirawattanakul, militante thaïlandaise.
- 16 septembre : Charles Vanhoutte, footballeur belge
- 17 septembre : 
  - Alec Georgen, footballeur français.
  - Lars Olden Larsen, footballeur norvégien
- 18 septembre : 
  - Théo Fernandez, acteur français.
  - Christian Pulisic, footballeur américain.
- 19 septembre :
  - Jacob Bruun Larsen, footballeur danois.
  - Tierna Davidson, footballeuse américaine.
  - Trae Young, basketteur américain.
- 21 septembre :
  - Lorenzo Brino, acteur américain († 9 mars 2020).
  - Nick Brino, acteur américain.
  - Zachary Brino, acteur américain.
- 22 septembre : Maëlle Philippe, athlète française.
- 26 septembre : Agon Muçolli, footballeur albanais.
- 28 septembre : Panna Udvardy, joueuse de tennis hongroise.
- 29 septembre :
  - Oliver Cywie, acteur français.
  - Ivan Delić, footballeur croate.
  - Jordan Lotomba, footballeur suisse.
  - Toma Junior Popov, joueur de badminton français.

## Octobre
- 1er octobre :
  - Daniel Gafford, joueur de basket-ball américain.
  - Lloyd Kelly, footballeur anglais.
- 2 octobre : 
  - Lamyai Haithongkham, chanteuse pop thaïlandaise de musique mor lam et luk thung.
  - Maxime Godart, acteur français.
- 5 octobre : Allan Dahl Johansson, patineur de vitesse norvégien.
- 6 octobre : Silas Katompa Mvumpa, footballeur congolais.
- 7 octobre : 
  - Trent Alexander-Arnold, footballeur anglais.
  - Ondřej Lingr, footballeur tchèque.
- 14 octobre : Daniel Eid, footballeur norvégien.
- 16 octobre : Stefán Teitur Þórðarson, footballeur islandais.
- 18 octobre : Rasmus Örqvist, footballeur suédois.
- 20 octobre : Théo Sainte-Luce, footballeur français.
- 21 octobre : Keigo Tsunemoto, footballeur japonais.
- 22 octobre : Ianis Hagi, footballeur roumain.
- 22 octobre : Roddy Ricch, rappeur américain.
- 23 octobre :
- 25 octobre : Lee Min-ho membre du groupe sud-coréen Stray Kids
  - Rihem Ayari, lutteuse tunisienne.
  - Amandla Stenberg, actrice américaine.
- 27 octobre : Dayot Upamecano, footballeur français.
- 28 octobre :
  - Luca Ekler, athlète handisport hongroise.
  - Perrine Laffont, skieuse acrobatique française.
  - Nolan Gould, acteur américain.
- 31 octobre : Alice Morel-Michaud, actrice québécoise.

## Novembre
- 1er novembre : Marie-Antoinette Katoto, joueuse de foot française.
- 2 novembre : Chong Tingyan, chanteuse et actrice hongkongaise membre du groupe CLC.
- 3 novembre : Maddison Elliott, nageuse handisport australienne.
- 4 novembre
  - Darcy Rose Byrnes, actrice américaine.
  - Achraf Hakimi, footballeur marocain.
  - Juliette Labous, coureuse cycliste française
- 5 novembre : 
  - Ugo Martin, rugbyman français.
  - Takehiro Tomiyasu, footballeur japonais.
- 6 novembre : Miki, autrice-compositrice-interprète franco-coréenne.
- 9 novembre : Juan Tinaglini, footballeur uruguayen.
- 11 novembre : Liudmila Samsonova, joueuse de tennis russe.
- 12 novembre :
  - Lamya Ben Malek, activiste pour les droits humains marocaine.
  - Fanny Stollár, joueuse de tennis hongroise.
  - Hebatallah Serry, gymnaste artistique marocaine.
- 13 novembre : Gattlin Griffith, acteur américain.
- 14 novembre : Sofia Kenin, joueuse de tennis américaine.
- 17 novembre : 
  - Sam Beukema, footballeur néerlandais
  - Kara Hayward, actrice américaine.
- 18 novembre : Pavel Kotov, joueur de tennis russe.
- 21 novembre : 
  - Esraa Ahmed, haltérophile égyptienne.
  - Hanna Boubezari, footballeuse algérienne.
- 23 novembre : Bradley Steven Perry, acteur américain.
- 29 novembre : Tabea Schendekehl, rameuse allemande.

## Décembre
- 2 décembre : 
  - Juice Wrld, rappeur, chanteur, et compositeur américain († 8 décembre 2019).
  - Anna Kalinskaya, joueuse de tennis russe.
- 5 décembre : 
  - Conan Gray, chanteur et youtubeur américain.
  - Seol Young-woo, footballeur sud-coréen.
- 9 décembre : Giuseppe Caso, footballeur italien.
- 8 décembre : Jordan Sepho, joueur de rugby à sept français.
- 10 décembre : Lucia Bronzetti, joueuse de tennis italienne.
- 11 décembre : Dante Rigo, footballeur belge.
- 14 décembre : Lukas Engel, footballeur danois.
- 15 décembre : Vincent Claude, acteur français.
- 17 décembre : 
  - Pierre Gouzou, trampoliniste français.
  - Martin Ødegaard, footballeur norvégien.
  - Manu Ríos, acteur espagnol.
- 19 décembre : Odin Bjørtuft, footballeur norvégien
- 20 décembre : Kylian Mbappé, footballeur français.
- 21 décembre : 
  - Pietro Beruatto, footballeur italien.
  - Charles-Antoine Cros, écrivain.
  - Jeffrey John Wolf, joueur de tennis américain.
- 22 décembre : 
  - Daniel Boloca, footballeur roumain.
  - Genevieve Hannelius, actrice américaine.
  - Kaan Kairinen, footballeur finlandais.
  - Latto, rappeuse américaine.
  - Casper Ruud, joueur de tennis norvégien.
- 23 décembre : Esme Booth, rameuse britannique.
- 28 décembre :
  - Émilien Néron, acteur québécois.
  - Charles Sirard Blouin, acteur québécois.
- 29 décembre :
  - Victor Osimhen, footballeur nigérian.
  - Paris Berelc, actrice américaine.
- 31 décembre : Sander Moen Foss, footballeur norvégien.

## Date inconnue
- Isleña Antumalen, chanteuse chilienne Huiliche.
- Elio, chanteuse, compositrice et productrice galloise et canadienne.
- Hayat Houmairy, gymnaste artistique marocaine.
- Francesca Velicu, danseuse classique roumaine.